# Ordem de São Gregório Magno
A Pontifícia Ordem Equestre de São Gregório Magno foi criada em 1 de setembro de 1831, pelo Papa Gregório XVI, sete meses após sua eleição, em homenagem ao seu primeiro predecessor homónimo, do qual tomou o nome.
A ordem tem quatro classes: 
- Cavaleiro de Grã-Cruz / Dama de Grã-Cruz
- Comendador com Placa / Comendadora com Placa
- Comendador / Comendadora
- Cavaleiro / Dama

Esta é uma das cinco ordens pontifícias da igreja católica, segue a Ordem Piana e tem precedência sobre a Ordem de São Silvestre Magno. A ordem é conferida tanto a homens quanto a mulheres – e, raramente, a homens não-católicos – em reconhecimento a seus serviços à Igreja, feitos notáveis, apoio à Santa Sé e ao bom exemplo dado à sociedade. É conferida a militares com o grau mínimo de major. Tem o privilégio de ser saudado pela Guarda Suíça do Vaticano e tem precedência sobre a Ordem de São Silvestre Magno, Ordem Soberana e Militar de Malta e Ordem Equestre do Santo Sepulcro de Jerusalém.  Os cavaleiros da classe Grã-Cruz de primeira classe recebem tratamento de Sua Excelência.
O mote da ordem é Pro Deo et Principe.

## Histórico

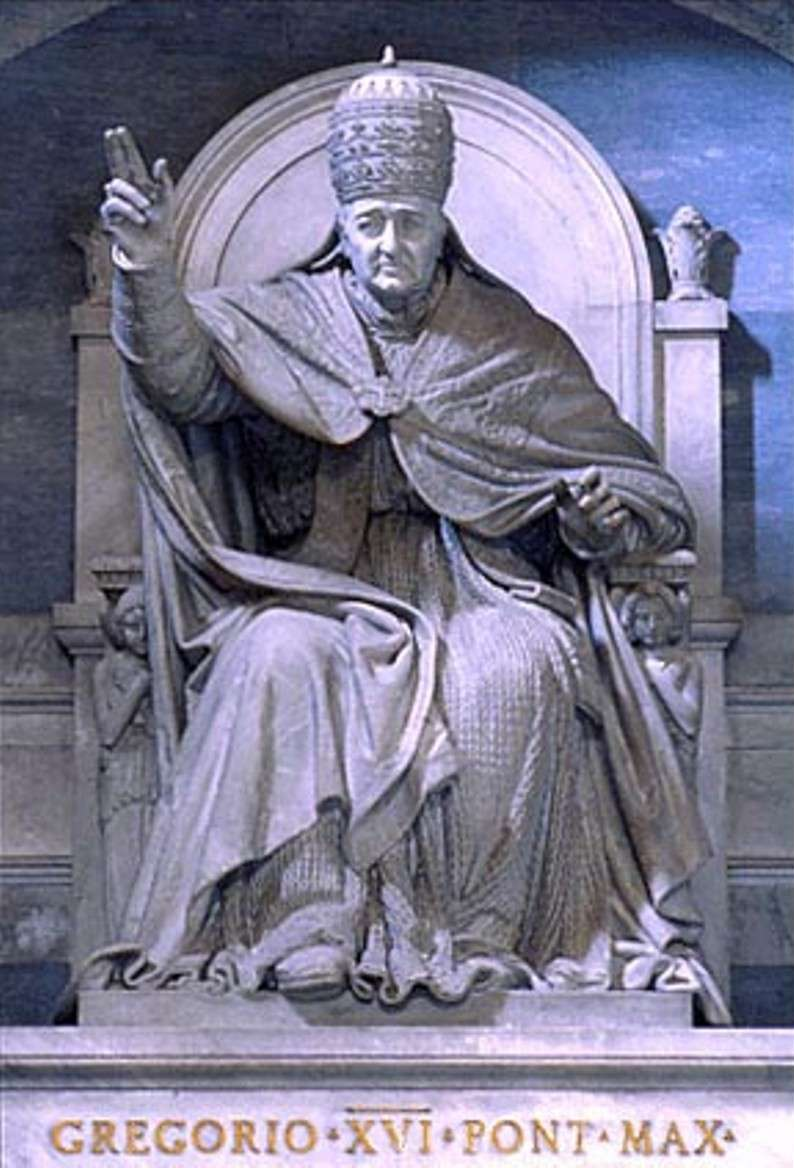
Papa Gregório XVI criador da Ordem de São Gregório Magno

O decreto inicial determina que, em parte, "cavalheiros de lealdade provada à Santa Sé que, por razões de nobreza de nascimento e renome de seus feitos ou grau de sua, são merecedores de ser honrados por uma expressão pública de estima por parte da Santa Sé". Ao final, conclui que os galardoados devem progressivamente manter, por méritos contínuos, a reputação e confiança já inspirada, provando-se merecedores da honraria, servindo a Deus e ao Pontífice. A honraria não implica nenhuma obrigação particular à Igreja.

## Insígnia
Cruz de oito pontos, figurando São Gregório Magno no anverso e, no reverso, o mote Pro Deo et Principe. Sustentada por uma fita vermelha com orlas douradas. Na heráldica eclesiástica, a grã-cruz é representada com sua fita circundando o brasão, ao passo que os graus inferiores mostram apenas o distintivo pendurado pela fita abaixo do escudo.

## Privilégios
Membros da ordem não desfrutam de privilégios específicos para a Ordem de São Gregório Magno, apenas o direito de andar a cavalo dentro da Basílica de São Pedro.
Os privilégios são:
- Ser saudado pela Guarda Suíça do Vaticano.
- Precedência sobre a Ordem de São Silvestre Magno, Ordem de Malta e Ordem do Santo Sepulcro.
- O direito de andar a cavalo dentro da Basílica de São Pedro, no Vaticano, o que não tem sido feito há muito tempo.
- Os cavaleiros da classe Grã-cruz de 1º classe recebem tratamento de Sua Excelência.

## Membros notórios

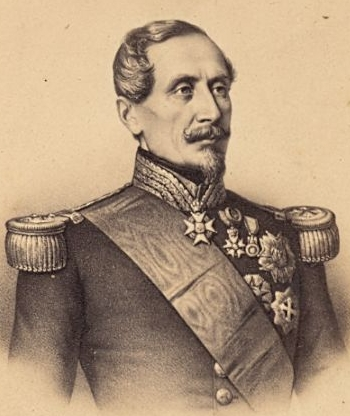
Jacques de Saint Arnaud, Marechal de França, grã-cruz de primeira classe da Ordem de São Gregório Magno.

Cavaleiro de Grã-Cruz / Dama de Grã-Cruz

- João Carlos de Saldanha Oliveira e Daun, 1.º Conde, 1.º Marquês e 1.º Duque de Saldanha
- Conselheiro Rodrigo Augusto da Silva[3]
- Francisco Inácio de Carvalho Moreira, barão de Penedo[4]
- José Bernardo de Figueiredo, barão de Alhandra[5]
- George Arthur Hastings Forbes, Conde de Granard[6]
- John Patrick Crichton-Stuart, Marquês de Bute[6]
- Sir George Bowyer[6]
- Charles Gaëtan Corneille Marie François-Xavier Ghislain, Conde de Limburg Stirum
- Thomas Stonor, Barão de Camoys
- Carl Alexander Anselm von Hügel, Barão Charles von Hügel
- Hanns Seidel
- Paul Mikat
- Ernst Strasser
- Alois Mock
- General Édouard de Castelnau
- Henri-Constant Groussau
- Marechal Louis Hubert Gonzalve Lyautey
- Marechal Jacques Leroy de Saint Arnaud
- Michel François

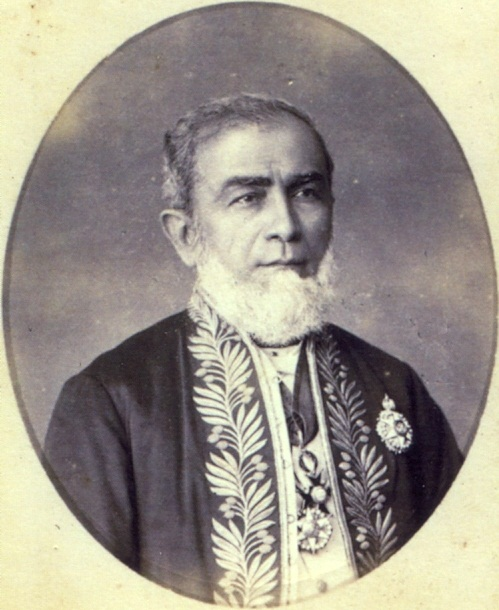
Marquês de Paranaguá portando a comenda da Ordem de São Gregório Magno.

- Barão Marie Jean Pierre Pie Frédéric Dombidau de Crouseilhes, ministro da França em 1851
- Arquiduque Otto de Habsburgo[7]
- Conde Andrzej Ciechanowiecki[7]
- Professor Doutor António Lino Netto

Cavaleiro Comendador / Dama Comendadora

- Diogo Pacheco de Amorim
- Cândido Mendes de Almeida
- Oscar Niemeyer
- João Lustosa da Cunha Paranaguá, marquês de Paranaguá
- João Gomes de Melo, barão de Maruim
- Joaquim Antônio de Siqueira Torres, barão de Água Branca
- José Francisco da Silva Albano, barão da Aratanha
- Maurice Gerard Moynihan
- Princesa Gloria von Thurn und Taxis[8]
- Rabino Walter Jacob
- Henri Conneau
- Conde Louis Alexandre Ladislas de Diesbach-Belleroche
- Jean-Claude Gaudin
- Alfred de Jancigny
- Gabriel Alphonse Desjardins, banqueiro canadense
- Édouard Branly
- Luiz Angelo Lorea, industrial italo-brasileiro

Cavaleiro / Dama

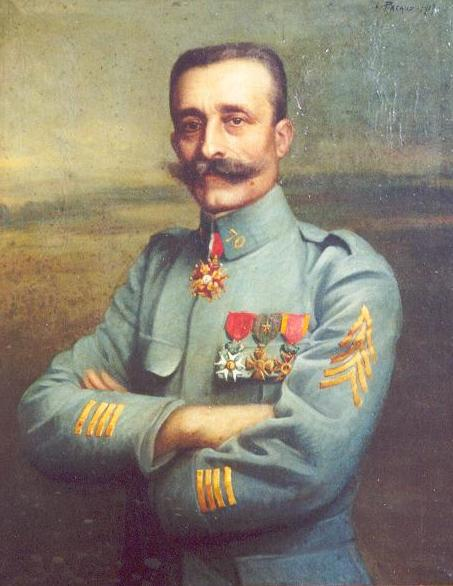
Henri Savatier, portando a cruz de cavaleiro da Ordem de São Gregório Magno.

- Carl Maria Peter Ferdinand Philipp Albrecht Joseph Michael Pius Herzog von Württemberg, Duque de Württemberg
- Professor Felipe Aquino, Comunidade Canção Nova
- Aldebaro Cavaleiro de Macêdo Klautau, deputado estadual do Pará[9]
- Luís Gonzaga da Silva Leme[10]
- Gilbert Keith Chesterton -1934
- Paul Salamunovich
- Bob Hope, 1998, convertido ao catolicismo[11]
- Roy Disney, 1998[11]
- Rupert Murdoch, 1998[11]
- John J. Raskob, (1879-1950) alto executivo da DuPont e da General Motors, idealizador do Empire State Building[12]
- Alma von Stockhausen
- Hector P. Garcia, ativista dos direitos civis méxico-estadunidenses
- Walter Annenberg, judeu
- Julien-Édouard-Alfred Dubuc, industrial canadense
- Tony Tollet, pintor
- René van der Linden
- Henri Savatier
- Luís Cavalcanti Sucupira, jornalista, professor, deputado federal constituinte eleito pela Liga Eleitoral católica.